# Blérancourt
Blérancourt – község Észak-Franciaországban, Aisne megyében.

## Fekvése
Blérancourt a megye nyugati határán fekszik, Soissons-tól 25 km-re északnyugatra, Laontól 45 km-re nyugatra, az Aisne és az Oise folyók völgyeit elválasztó dombvidéken. Területe 10,76 km², a községterület magassága a tengerszint feletti 53–159 m között változik. Blérancourdelle település (Blérancourt-tól 2 km-re nyugatra) is hozzá tartozik.
A községen keresztülhalad a Soissons (25 km) és Chauny (14 km) közötti D6-os megyei út, valamint a Noyon (14 km) és Coucy-le-Château (13 km) közötti D935-ös út. A D335-ös út Trosly-Breuil (19 km) és az Aisne völgye felé teremt összeköttetést. Sainte-Paul-aux-Bois (5 km) felé mellékút vezet.
Északról Besmé és Saint-Paul-aux-Bois, keletről Saint-Aubin, délről Audignicourt és Vassens, nyugatról pedig Nampcel (Oise megye) és Camelin községekkel határos.

## Története
Blérancourt 1230-ig Coucy várának uraihoz tartozott, ekkor a Fontaine család tulajdonába került. 1600-ban Bemard Potier de Gesvres lett a földesura. A 17. században indult fejlődésnek, ekkor épült kastélya, majd mezővárossá (bourg) vált hetipiaccal. A francia forradalom idején Aisne megye egyik forradalmi központja lett, a helyi nemzetőrség vezetőjének, Antoine de Saint-Justnek köszönhetően.  Ekkoriban Blérancourt kantonszékhely is volt. Az első világháború alatt a kastélyban katonakórház működött.
1969. január 1-jén a korábban önálló Blérancourdelle községet Blérancourthoz csatolták.

## Nevezetességek
- A Saint-Just-család egykori házát a Bagoly utcában (Rue de la Chouette) 1989-ben helyreállították és múzeumot, valamint könyvtárat rendeztek itt be. Itt működik a turisztikai hivatal is.
- A 12. században épült Saint-Pierre-es-Liens katolikus templom legértékesebb része a reneszánsz kapuzat a 16. századból.
- A 17. században épült kastély (château) 1931 óta a francia-amerikai barátság múzeuma. Kertjében újvilági virágokat ültettek és felállították George Washington egész alakos szobrát.
- Régi kórházát (Hospice des Orphelins) 1661-ben alapította Bernard Potier.

## Híres emberek
- 1776-tól, 9 éves korától a községben élt Antoine Saint-Just, a francia forradalom egyik vezéralakja. Itt kezdte politikai pályafutását 1790-ben, mint Blérancourt jogügyelője és a helyi nemzetőrség parancsnoka. 1792-ben a Konvent tagjának választottak.
- Az első világháború idején itt működött az amerikai Anne Morgan (a híres milliomos, John Pierpont Morgan lánya), aki a háborús humanitárius segélyezés egyik megalapítója volt.

## Képtár

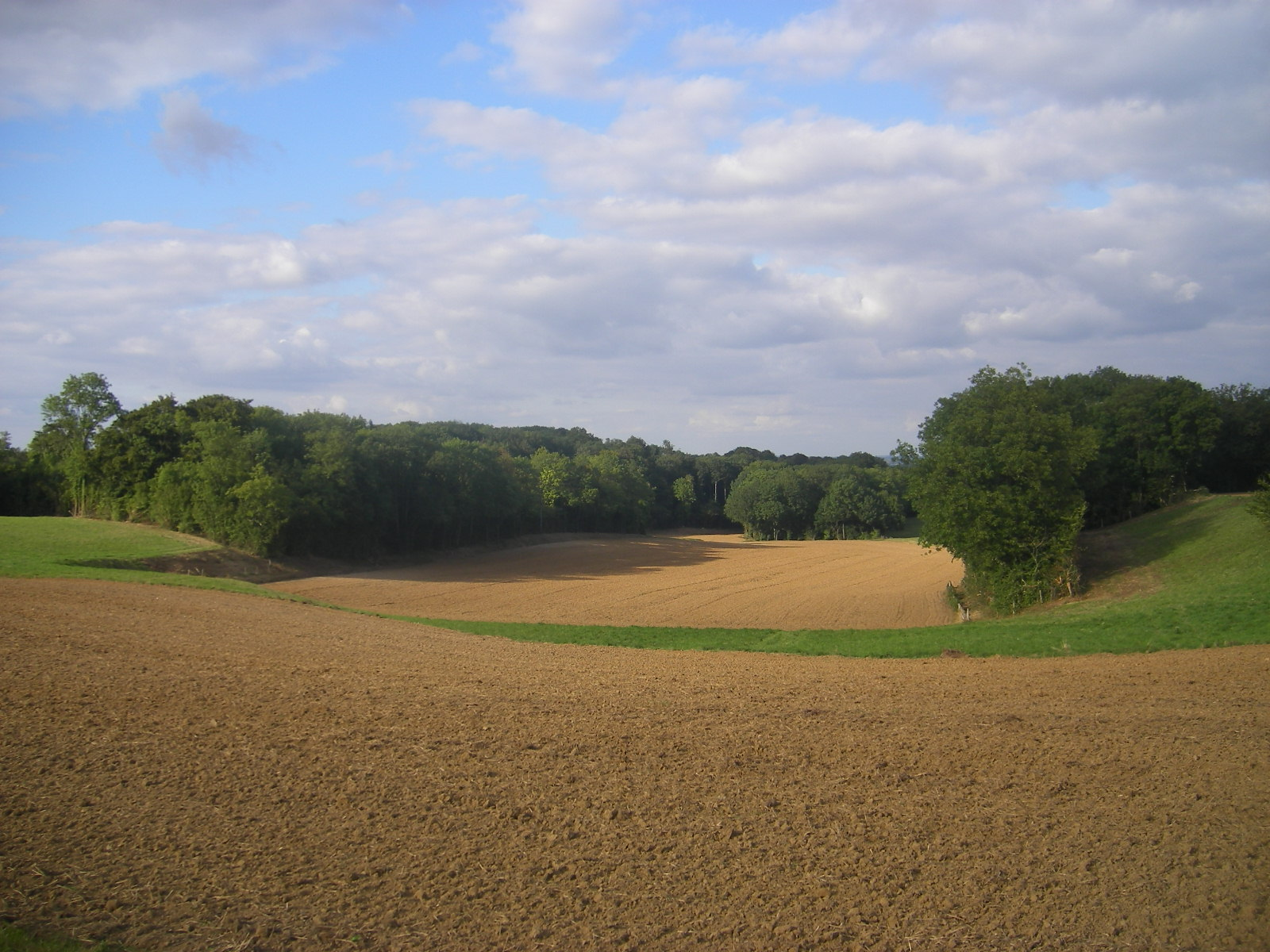
Táj Blérancourt közelében (a falutól délre)
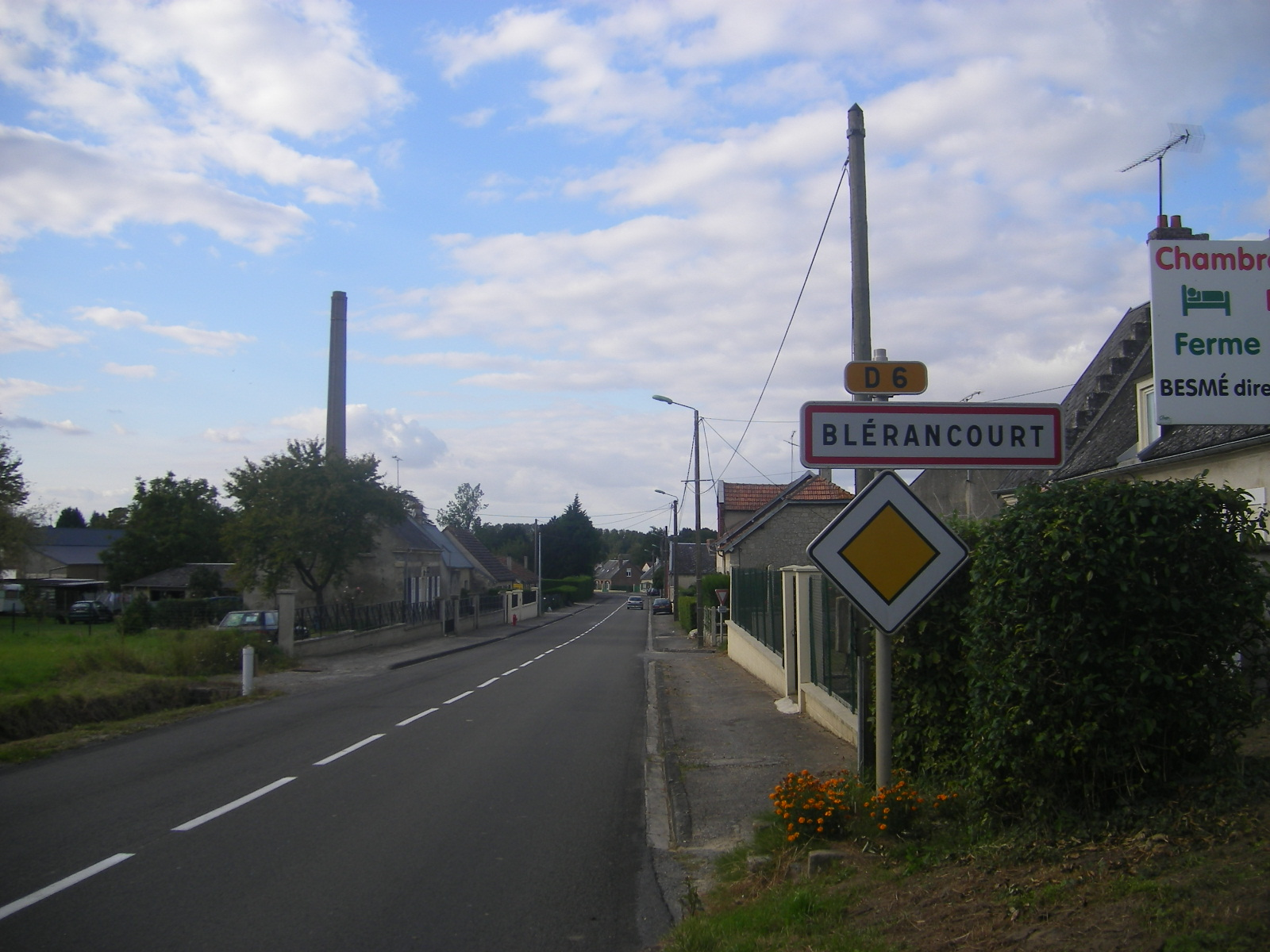
Érkezés Soissons felől
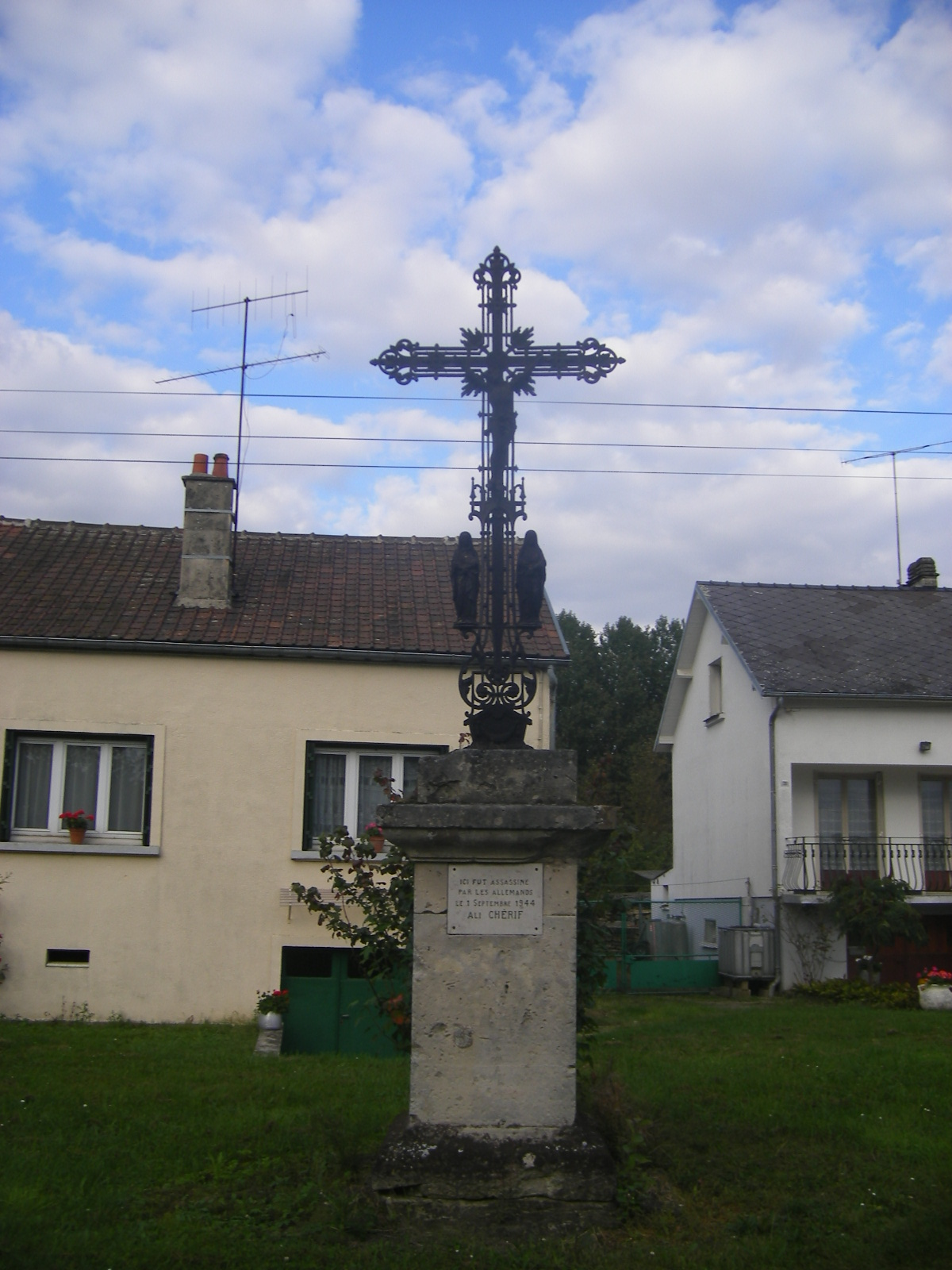
Ali Chérif-emlékkereszt
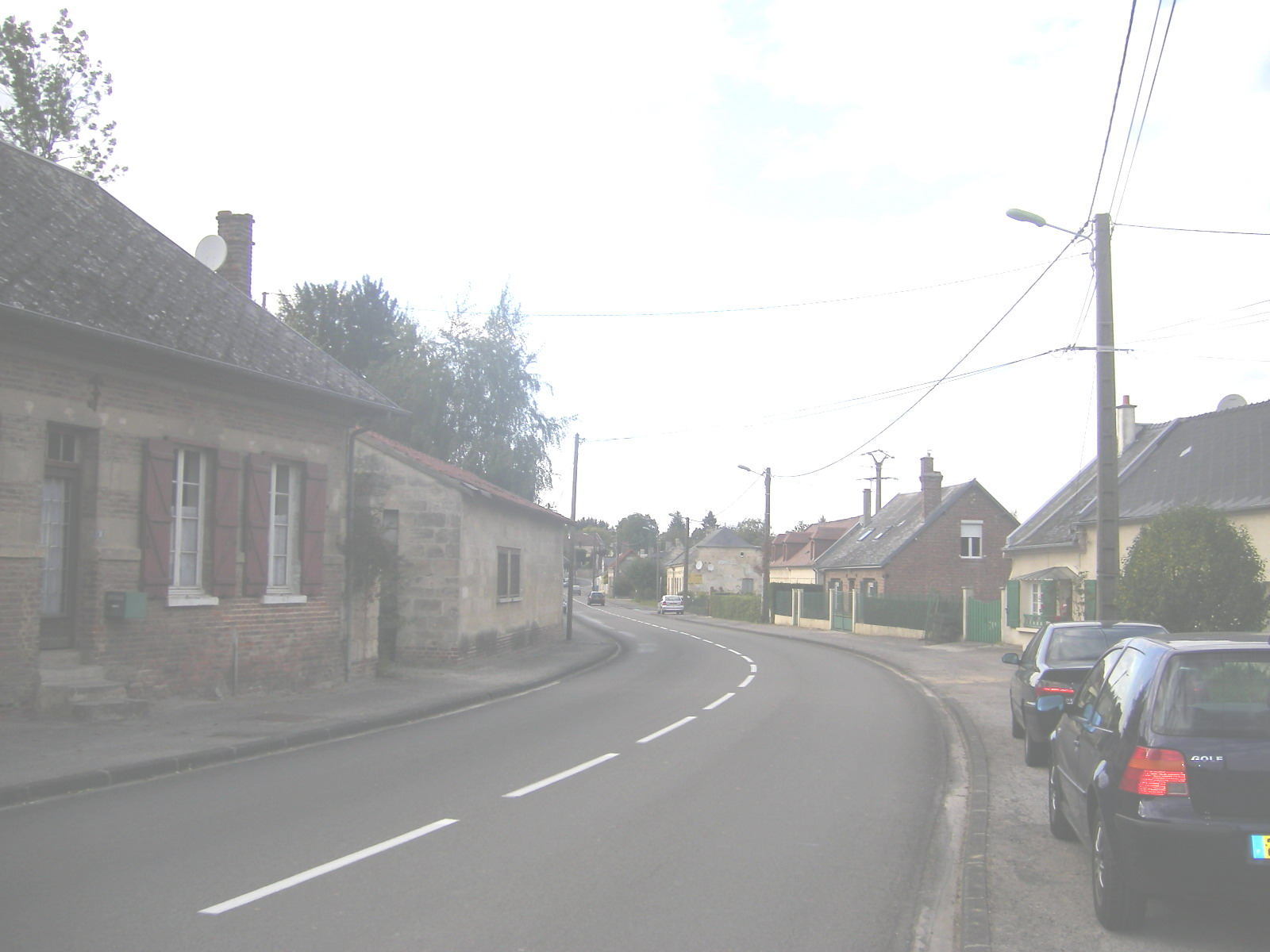
Rue Faubourg Saint-Pierre
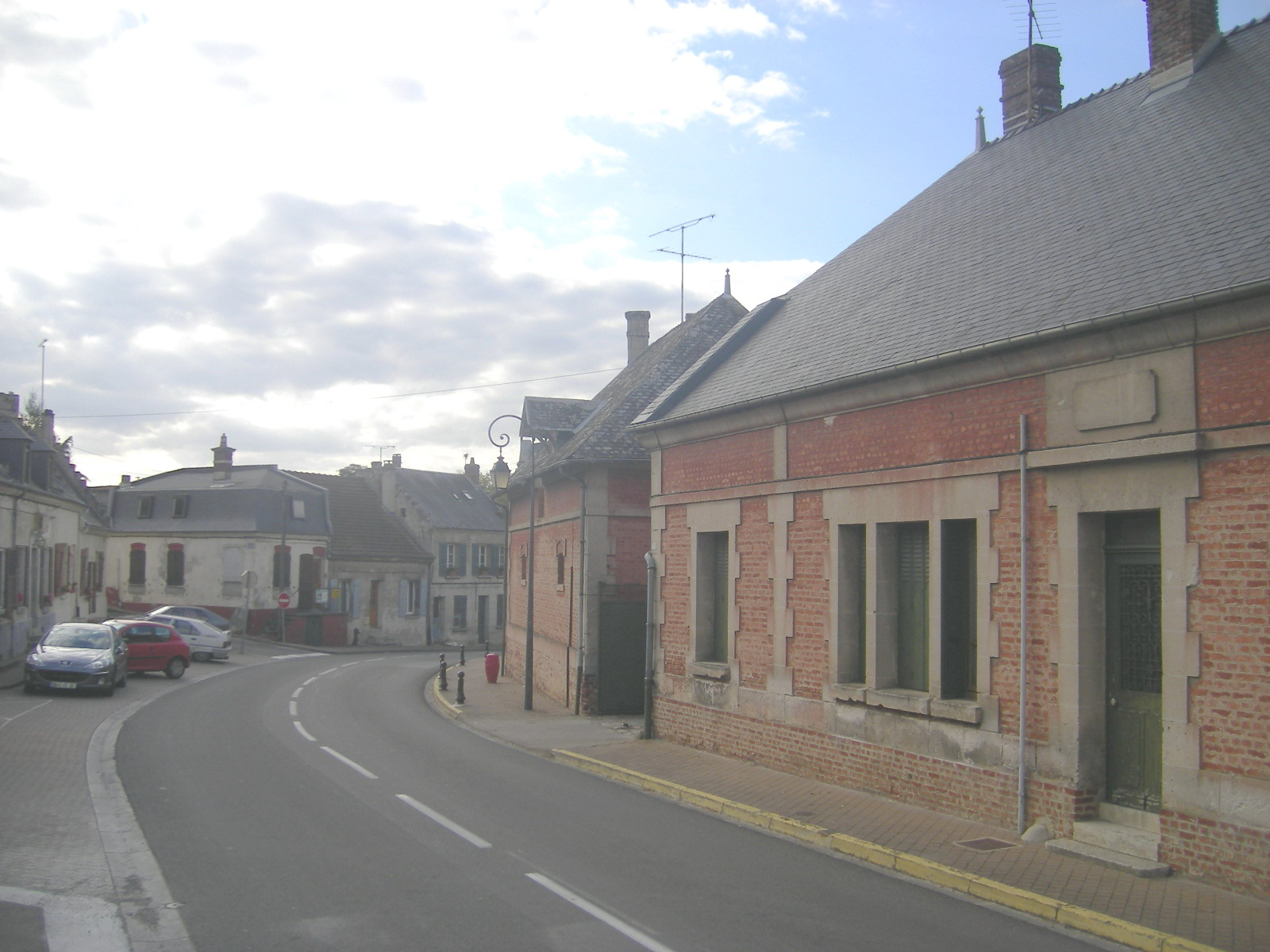
Rue Faubourg Saint-Pierre
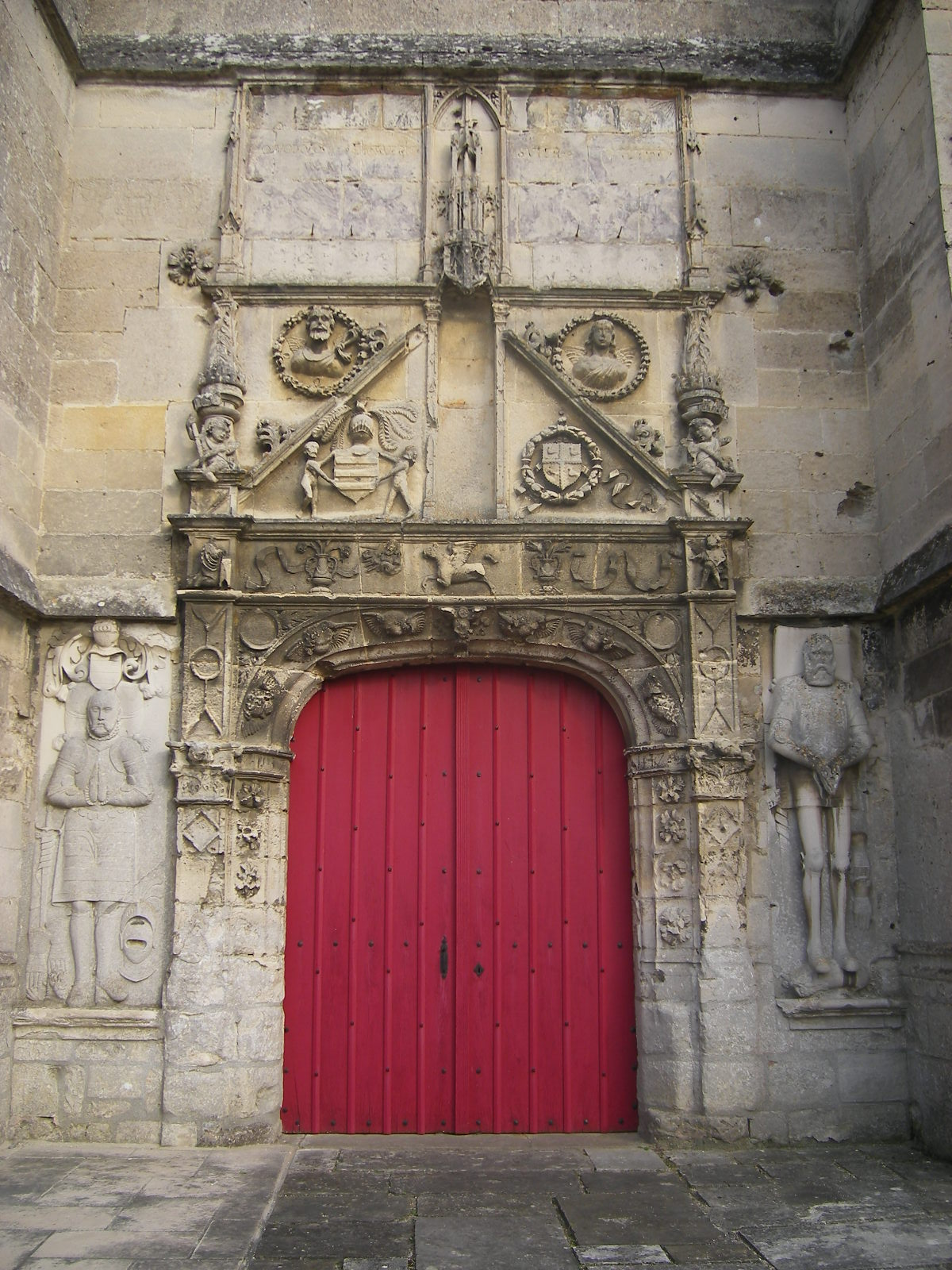
Saint-Pierre-templom - reneszánsz kapuzat
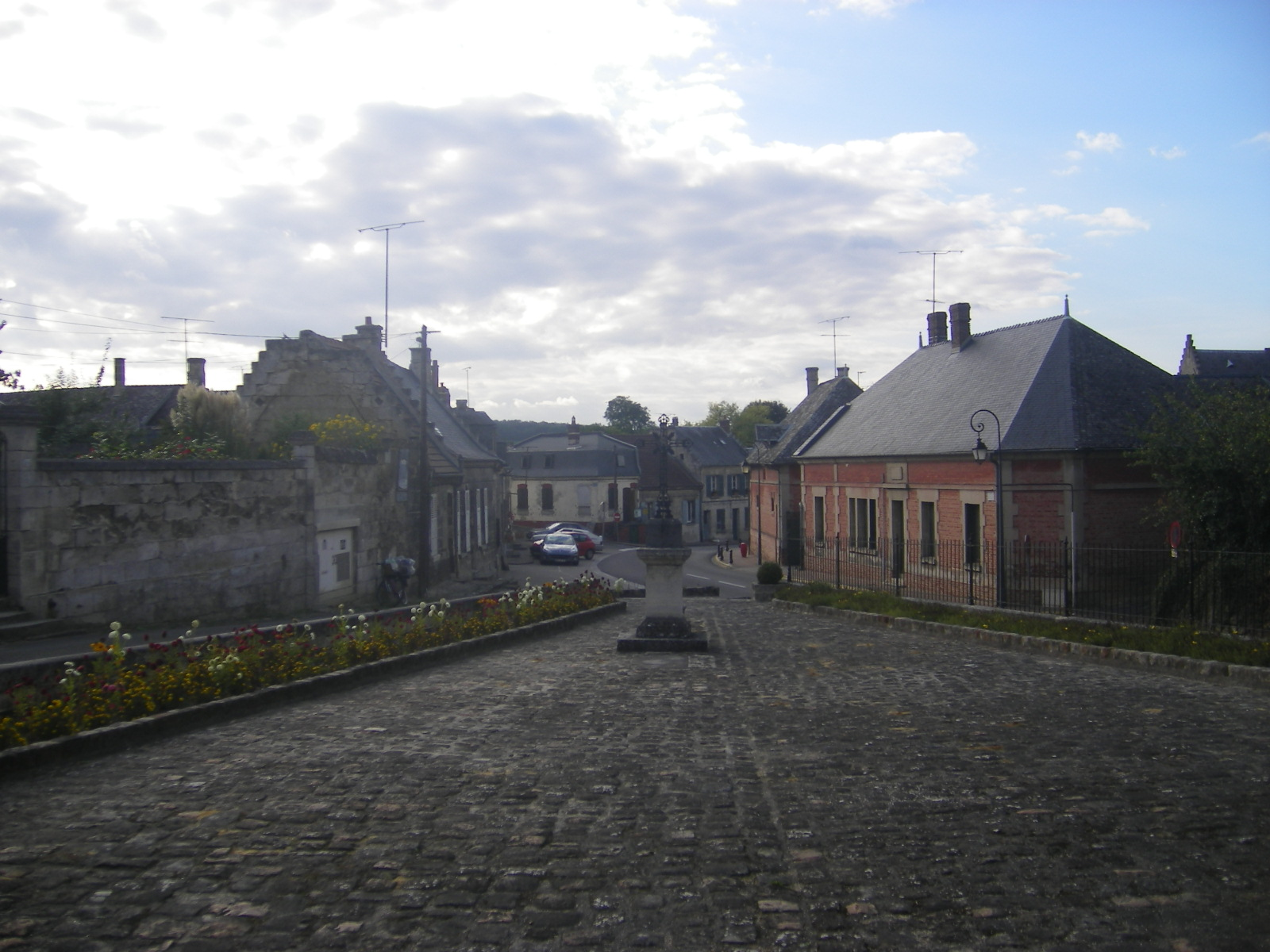
A templomtér
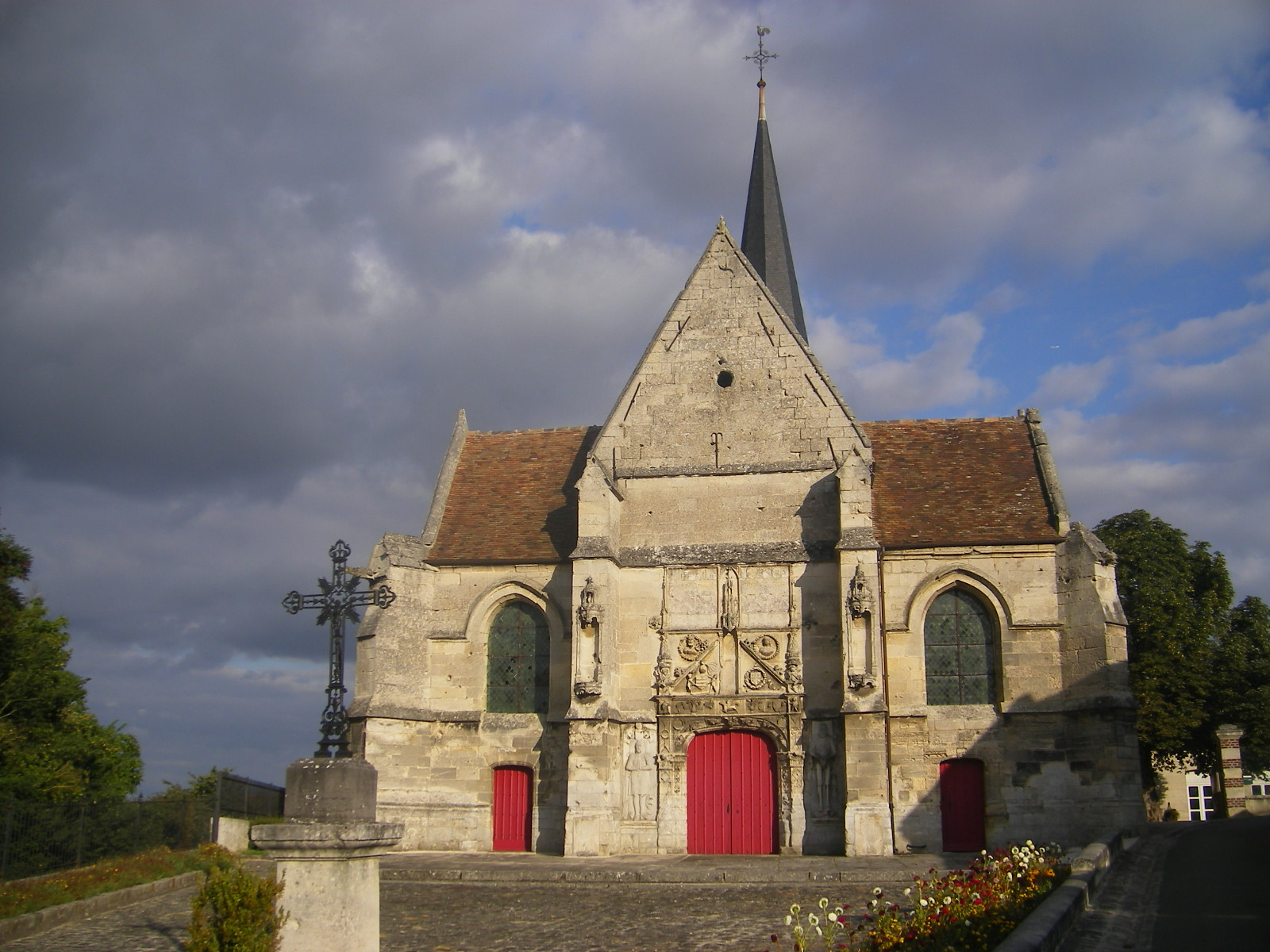
Saint-Pierre-templom
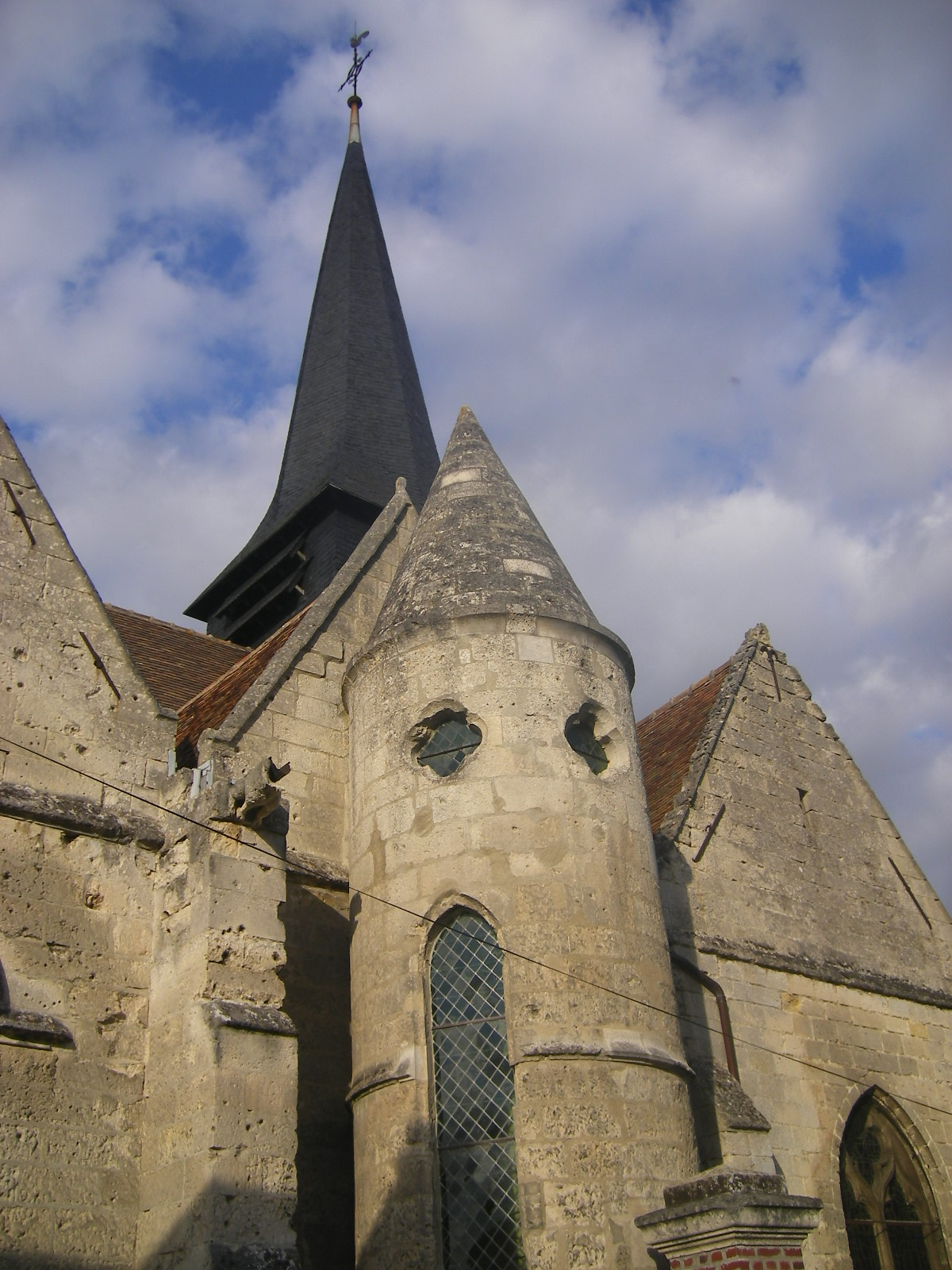
Saint-Pierre-templom
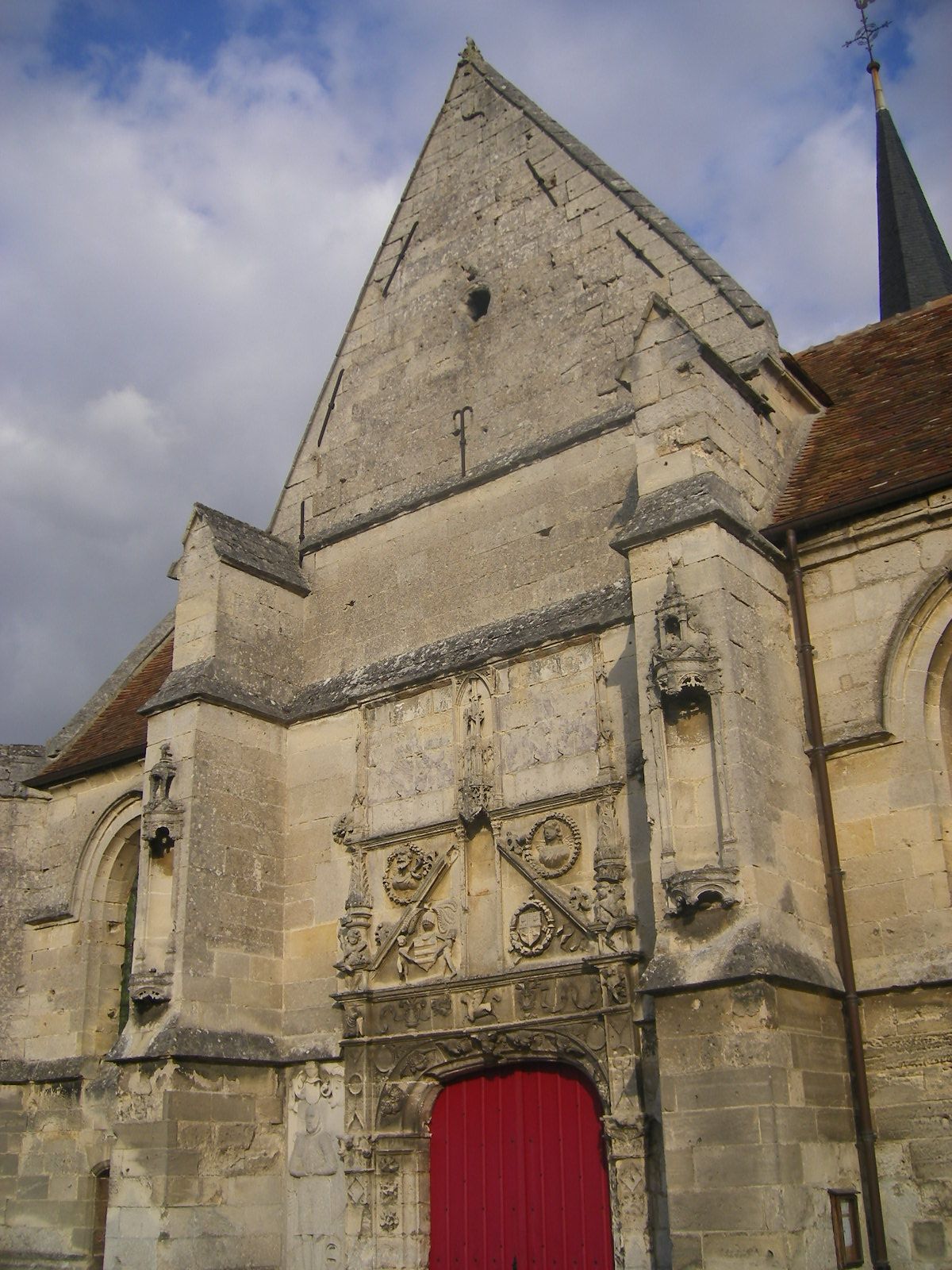
Saint-Pierre-templom
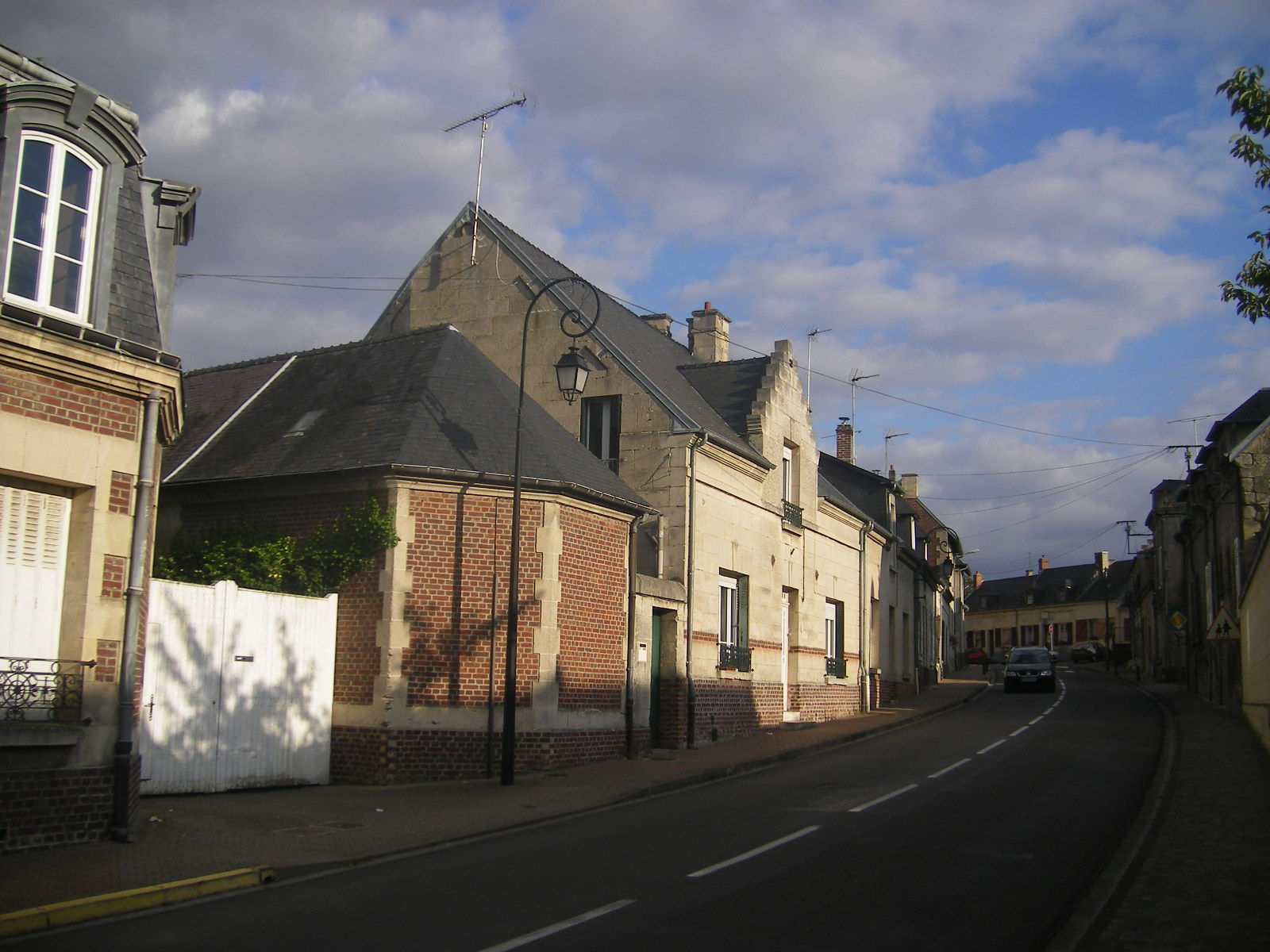
Rue Bernard Potier
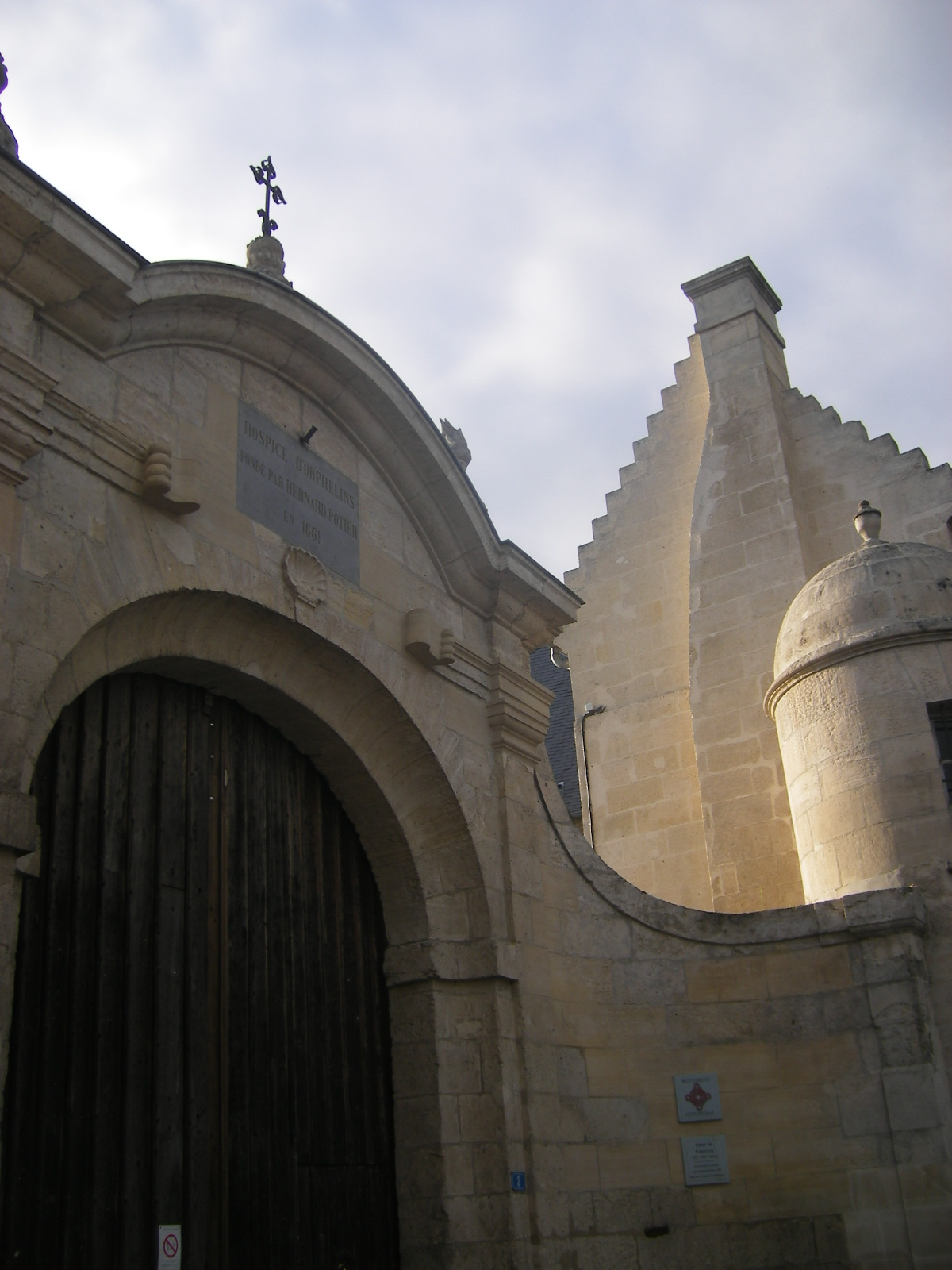
Hôtel de Fourcroy
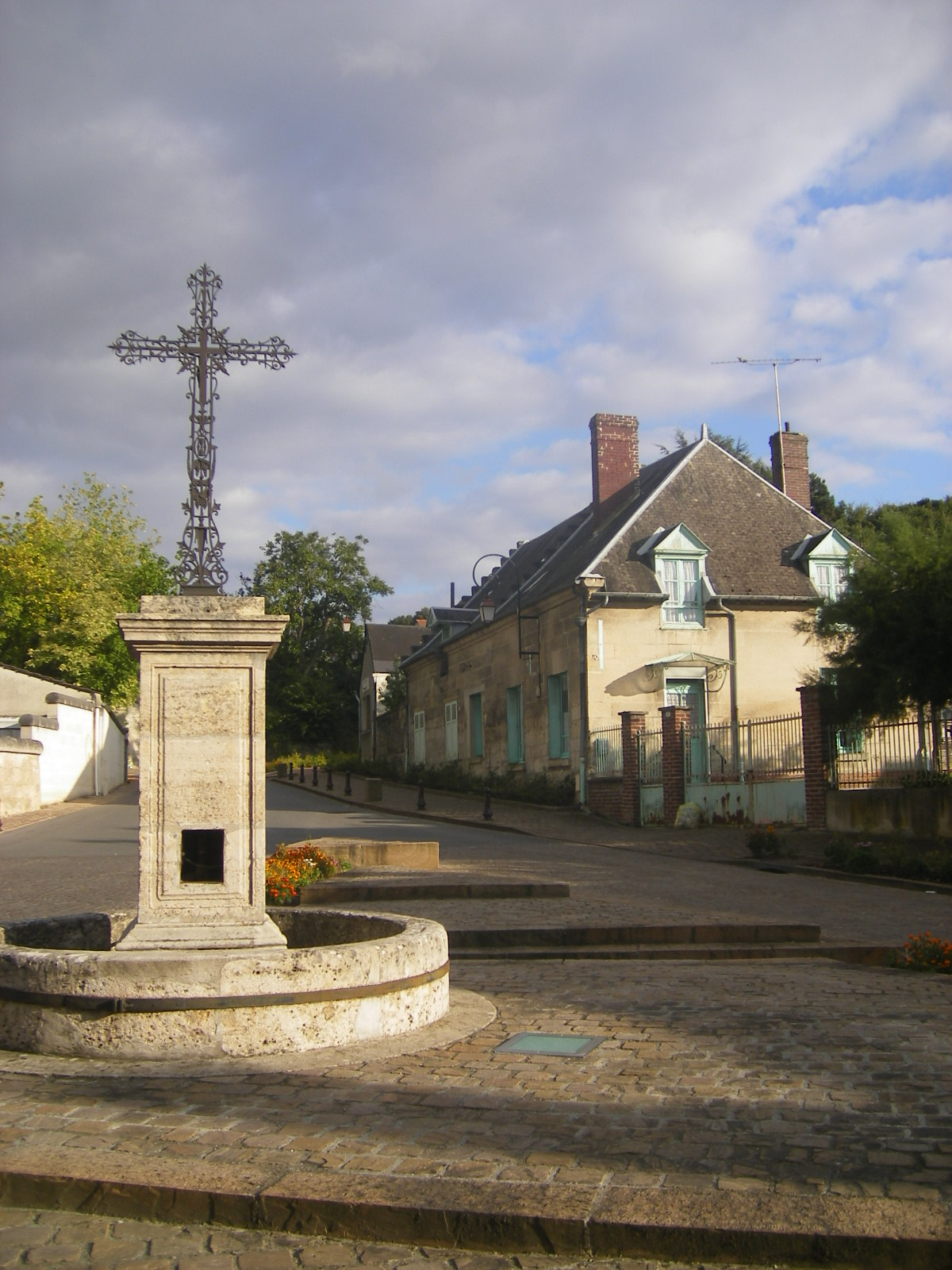
Place du Preslet
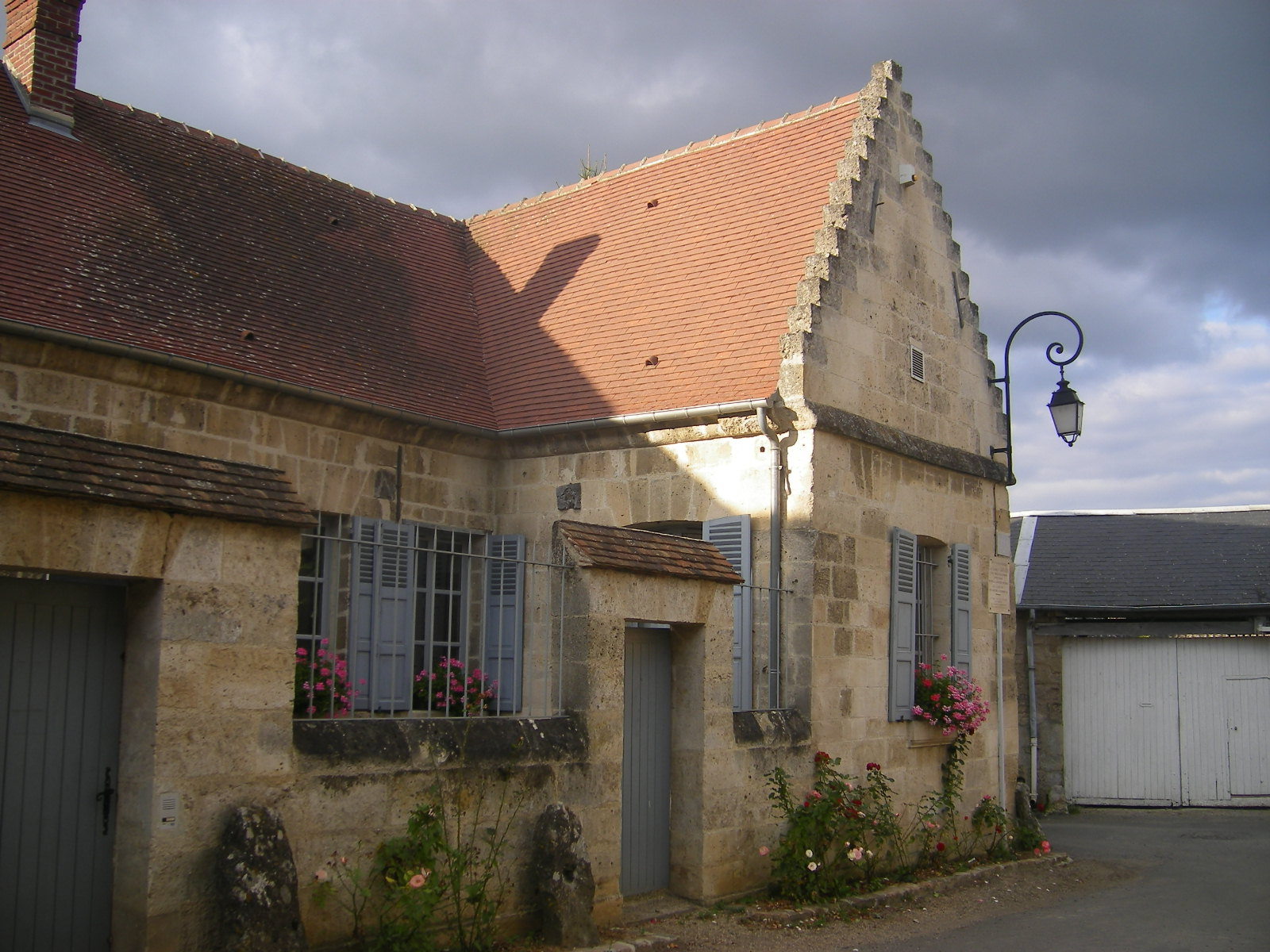
A Saint-Just-ház
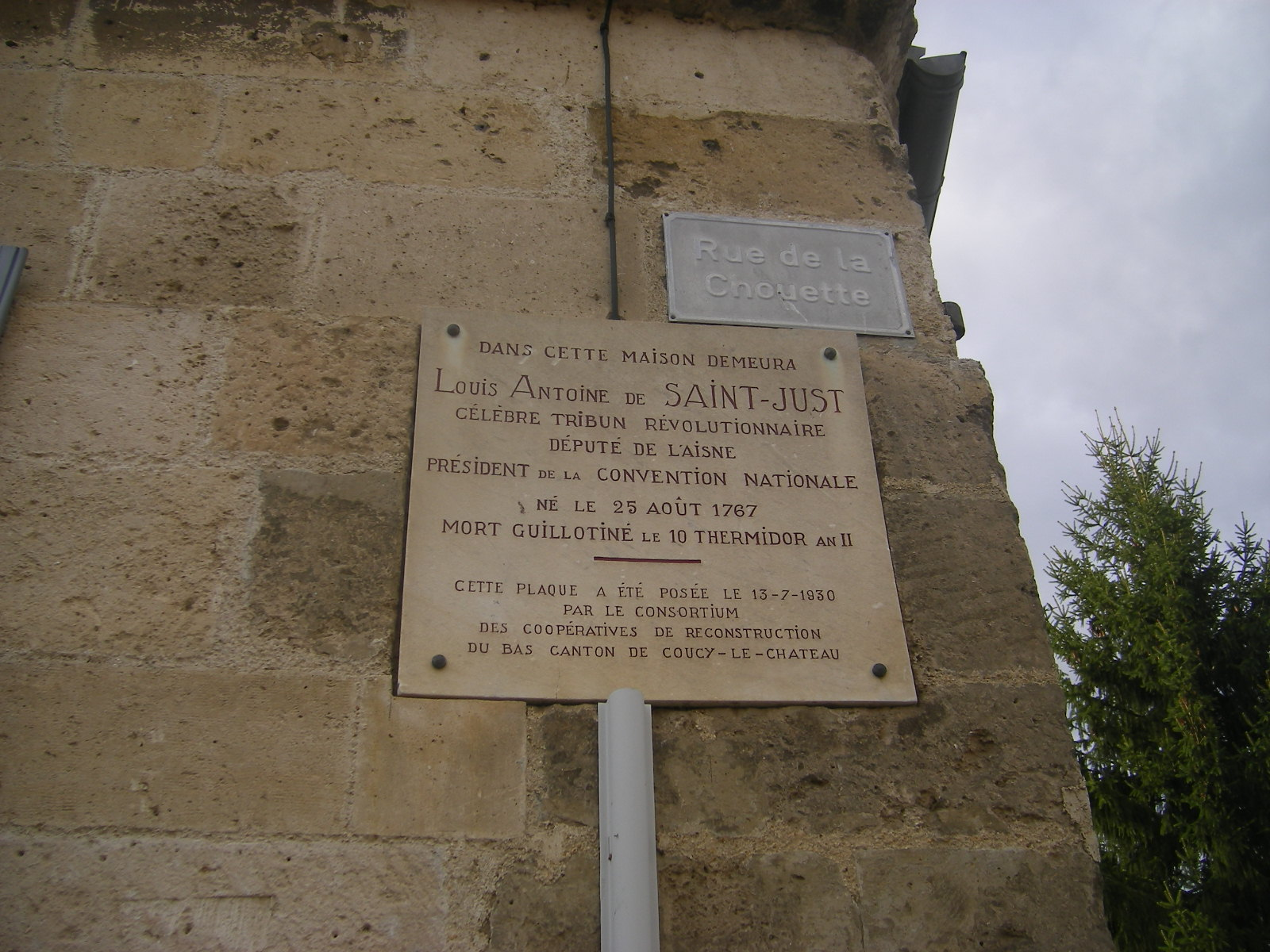
Emléktábla a Saint-Just-házon
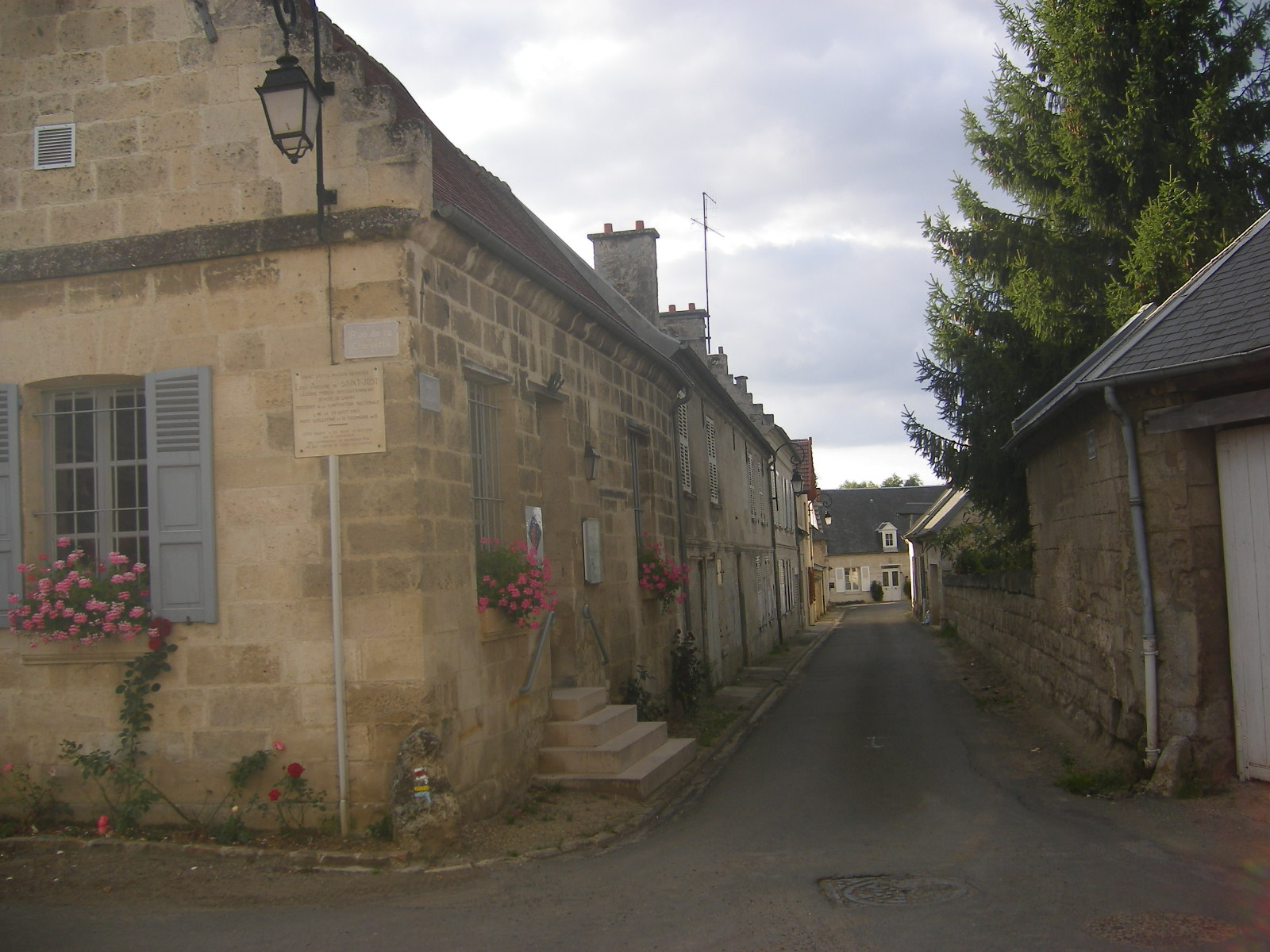
Saint-Just-utca
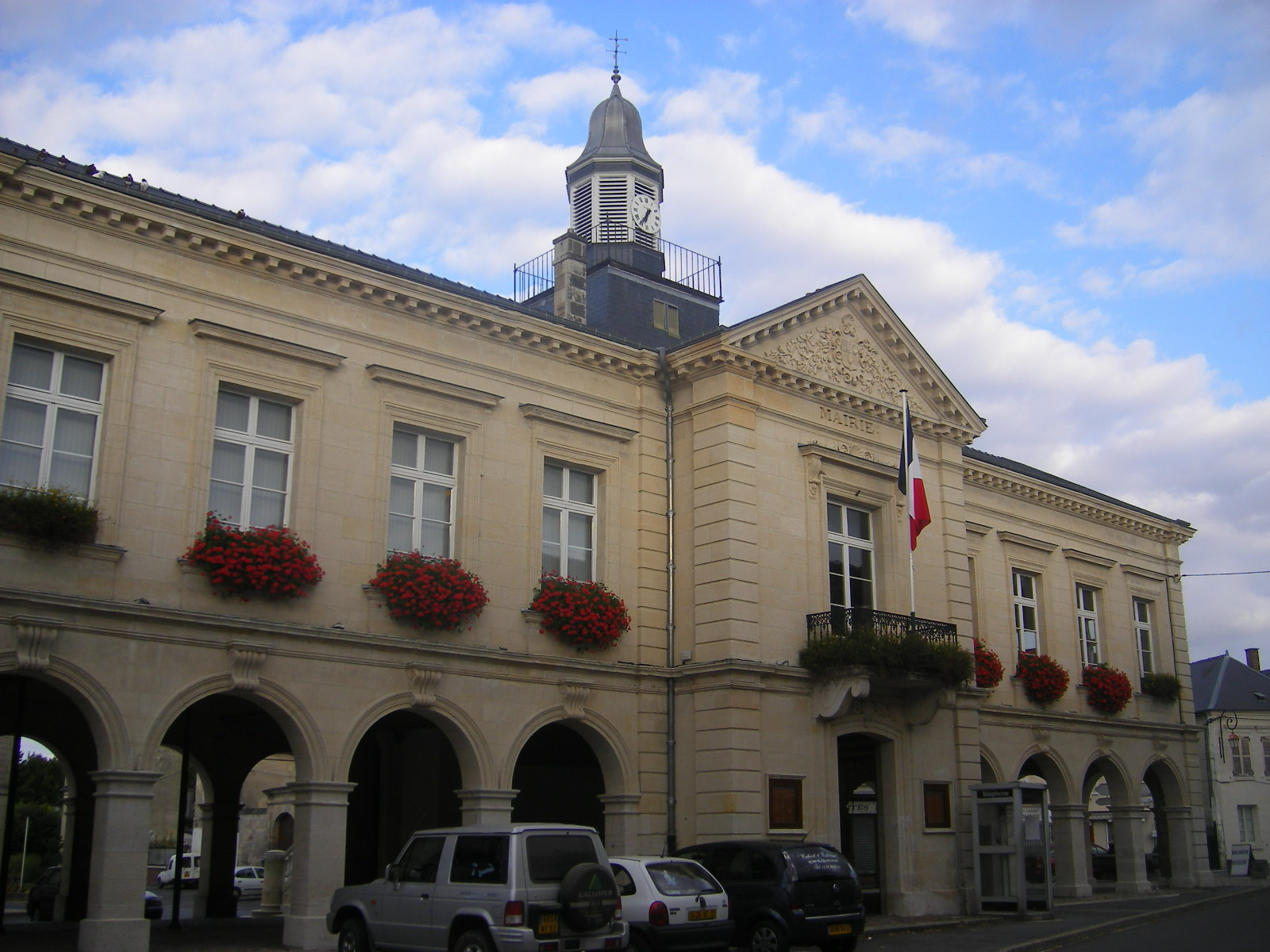
Városháza
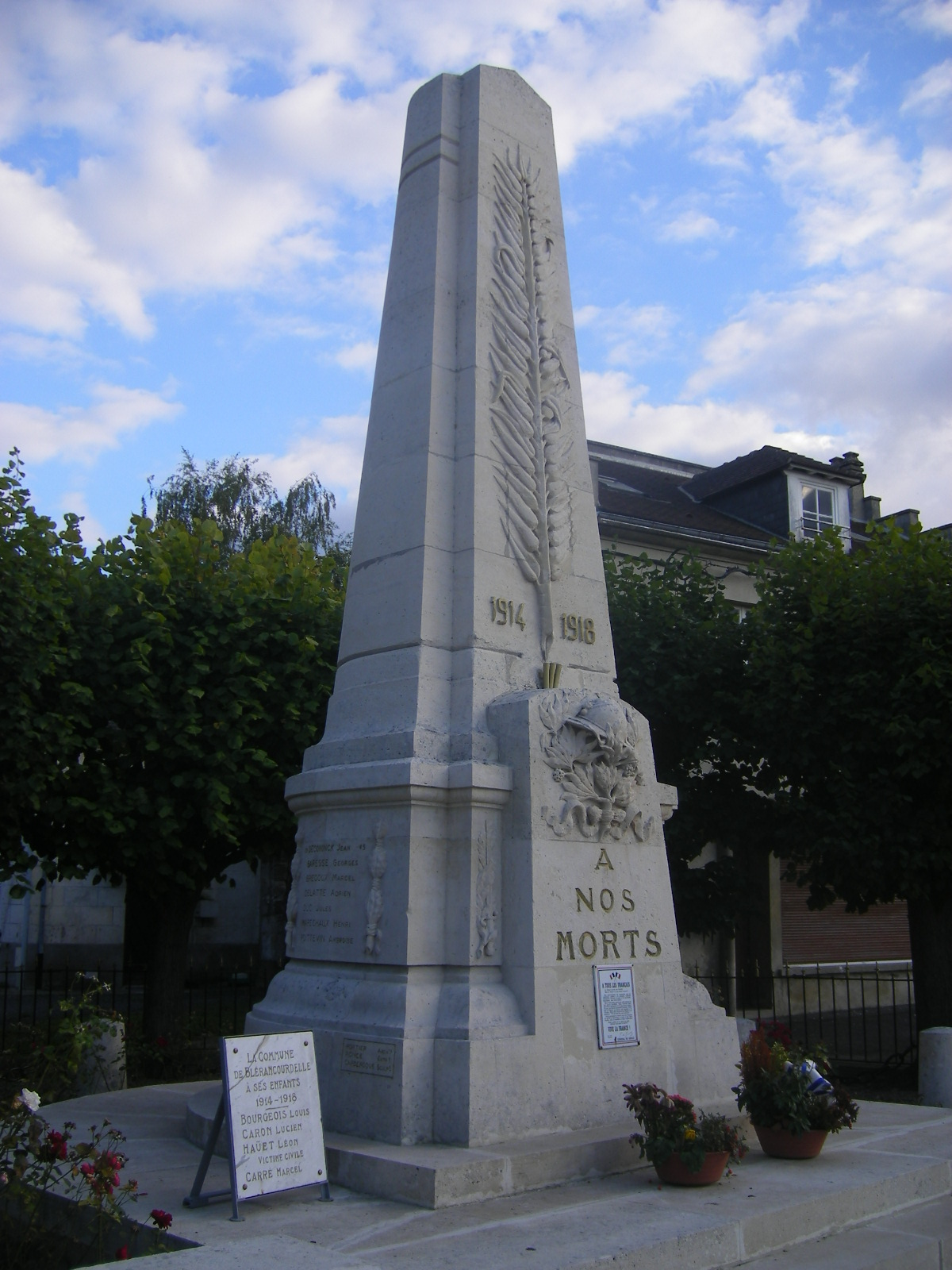
Világháborús emlékmű
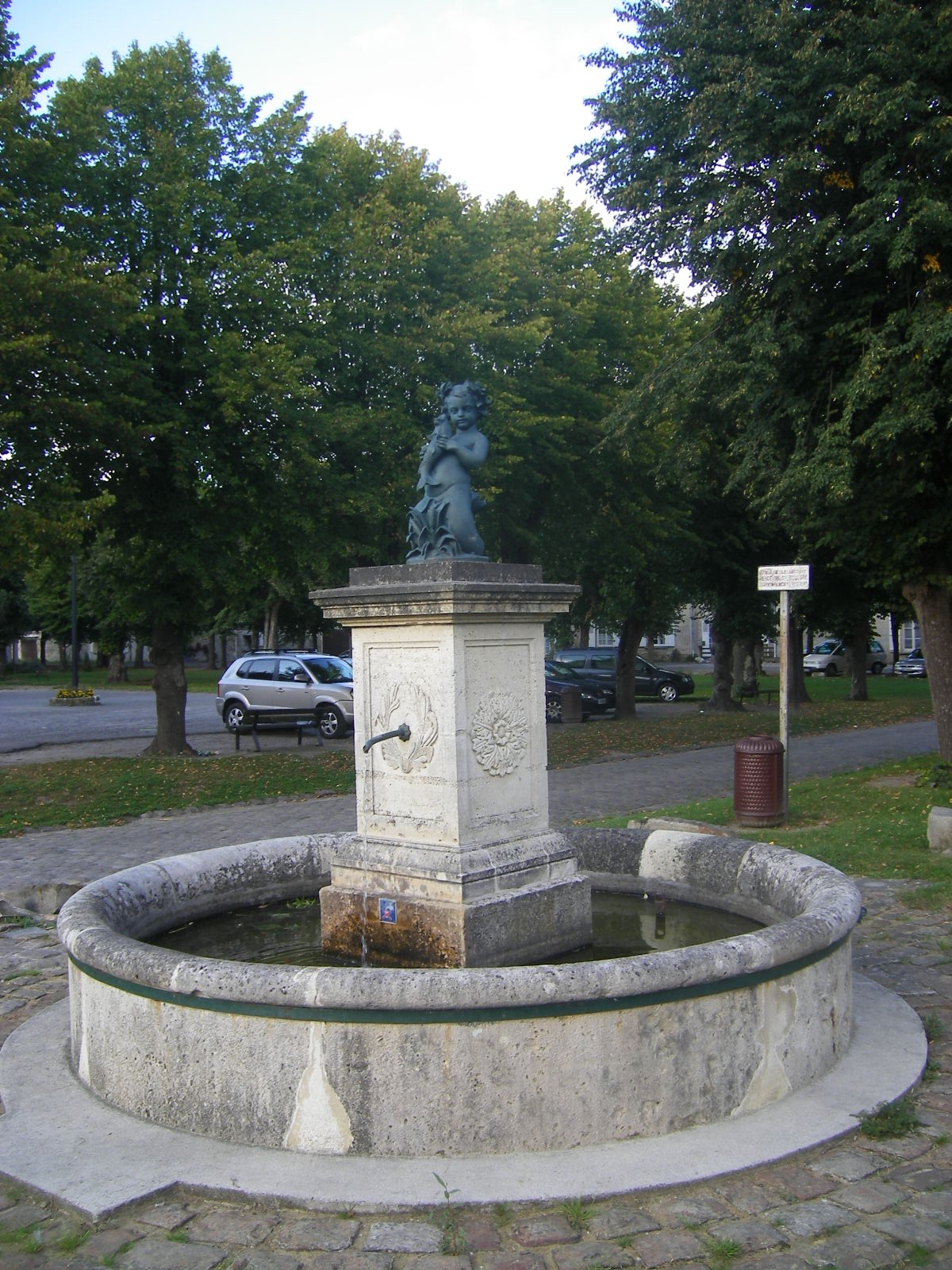
Kút
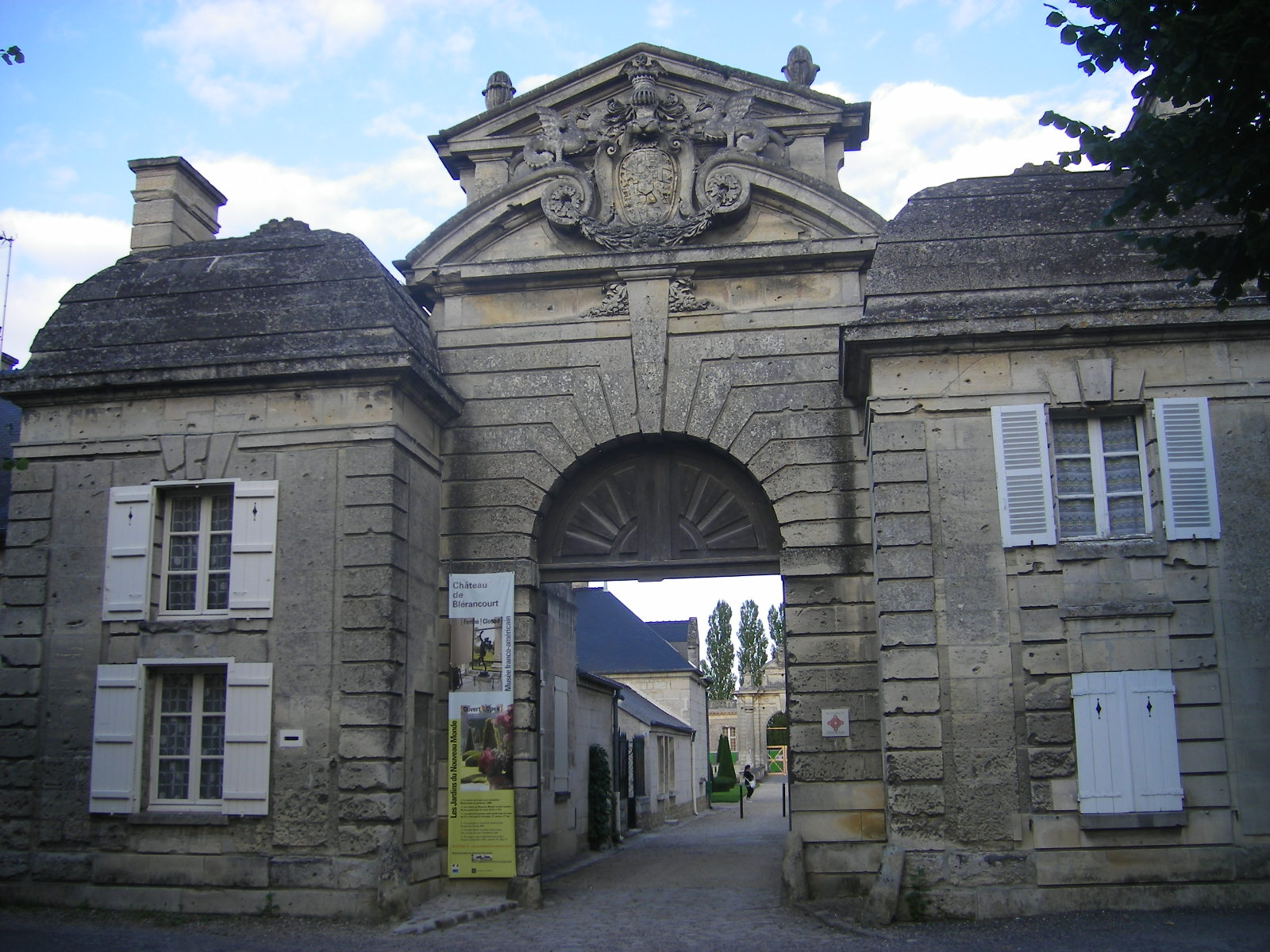
A kastély kapuja
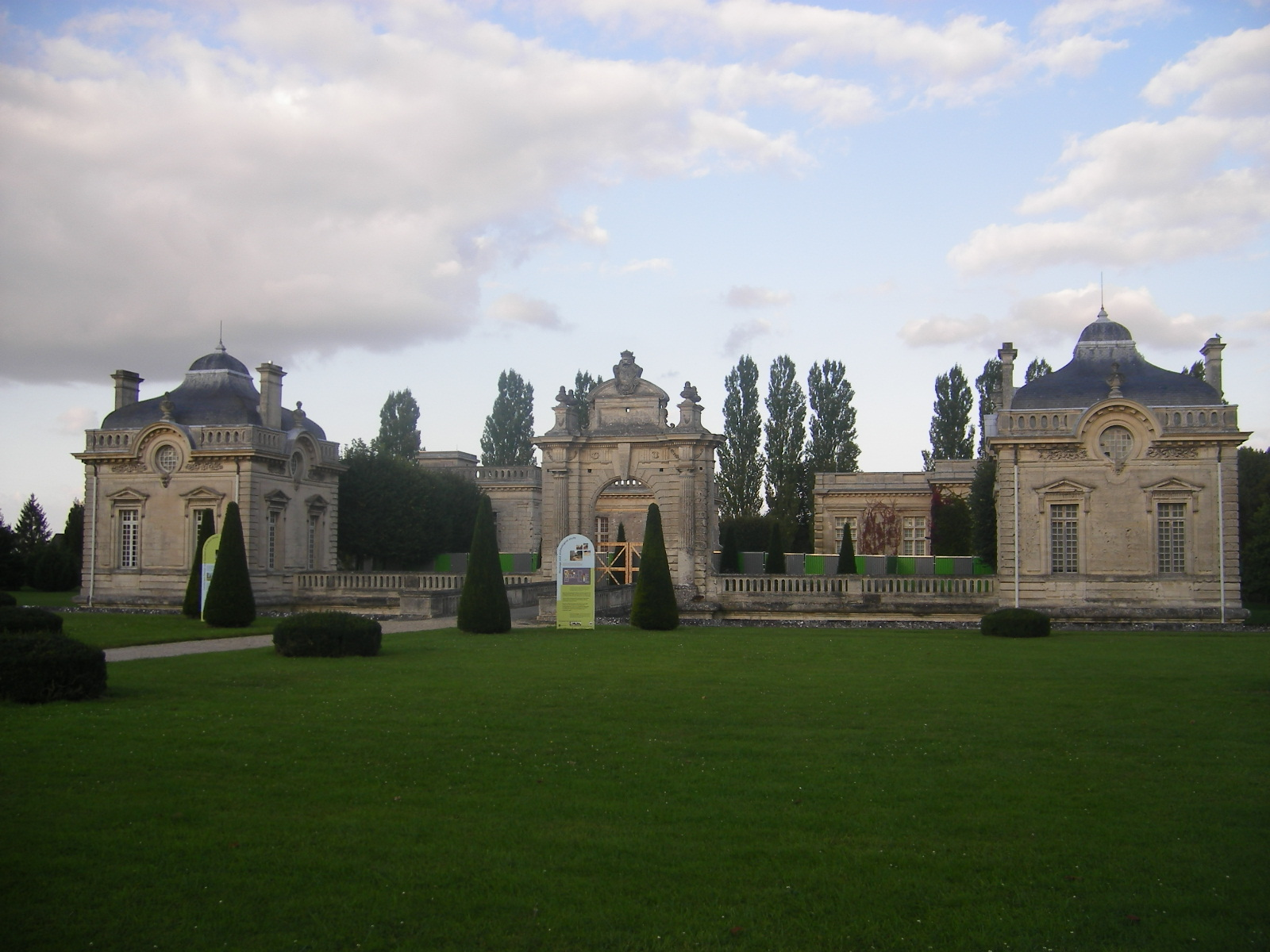
A blérancourti kastély
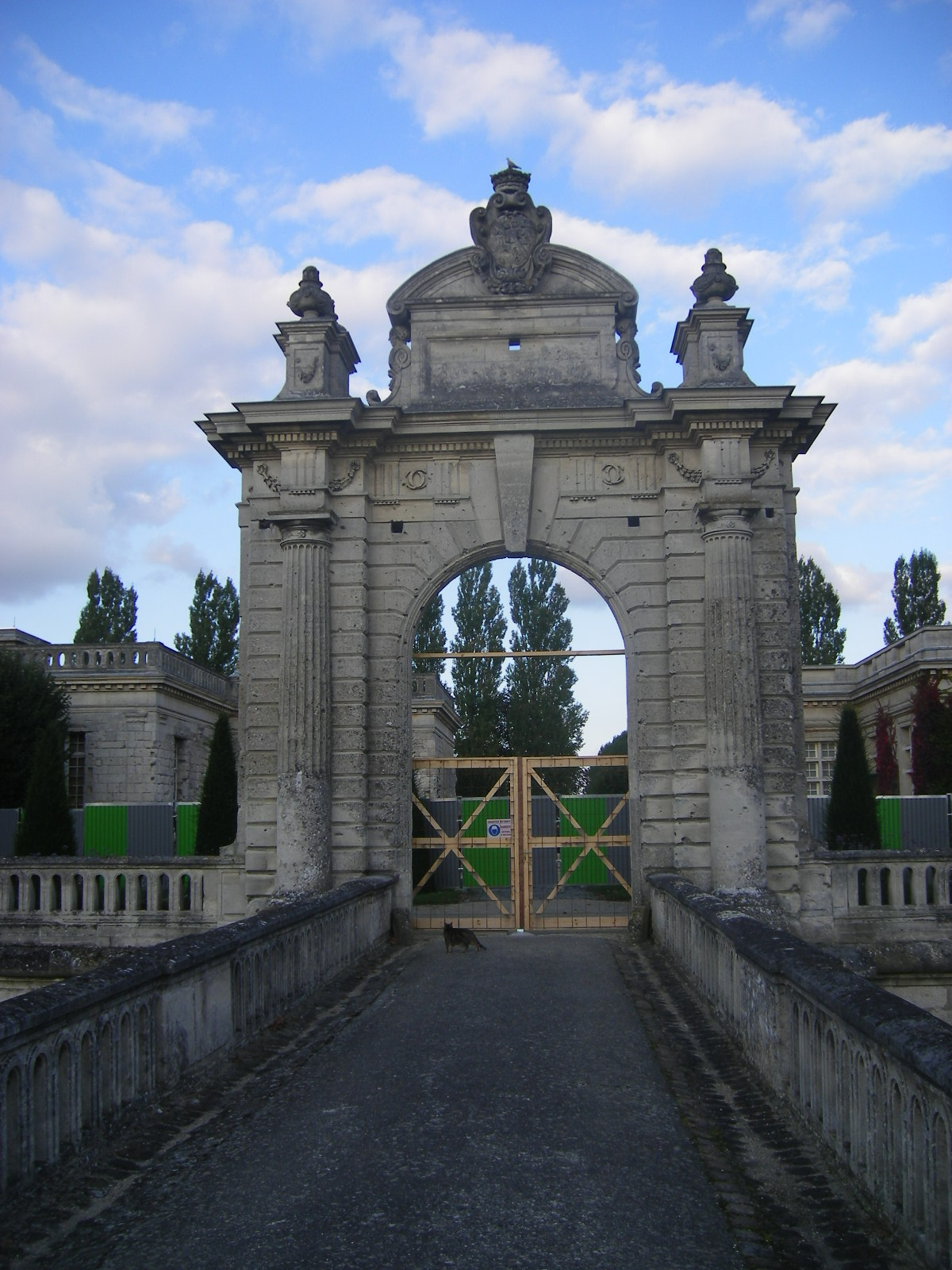
A blérancourti kastély
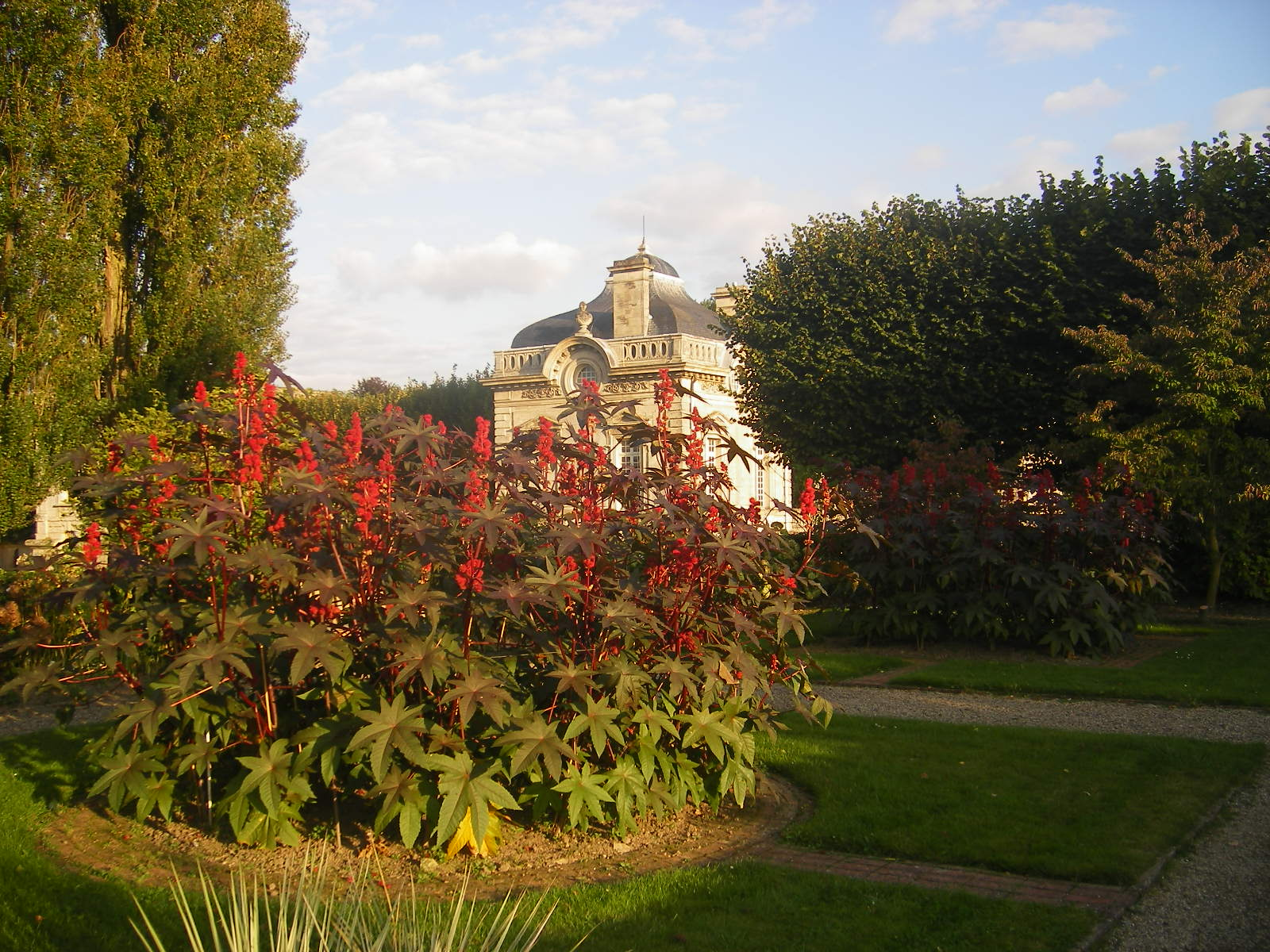
Kastélypark
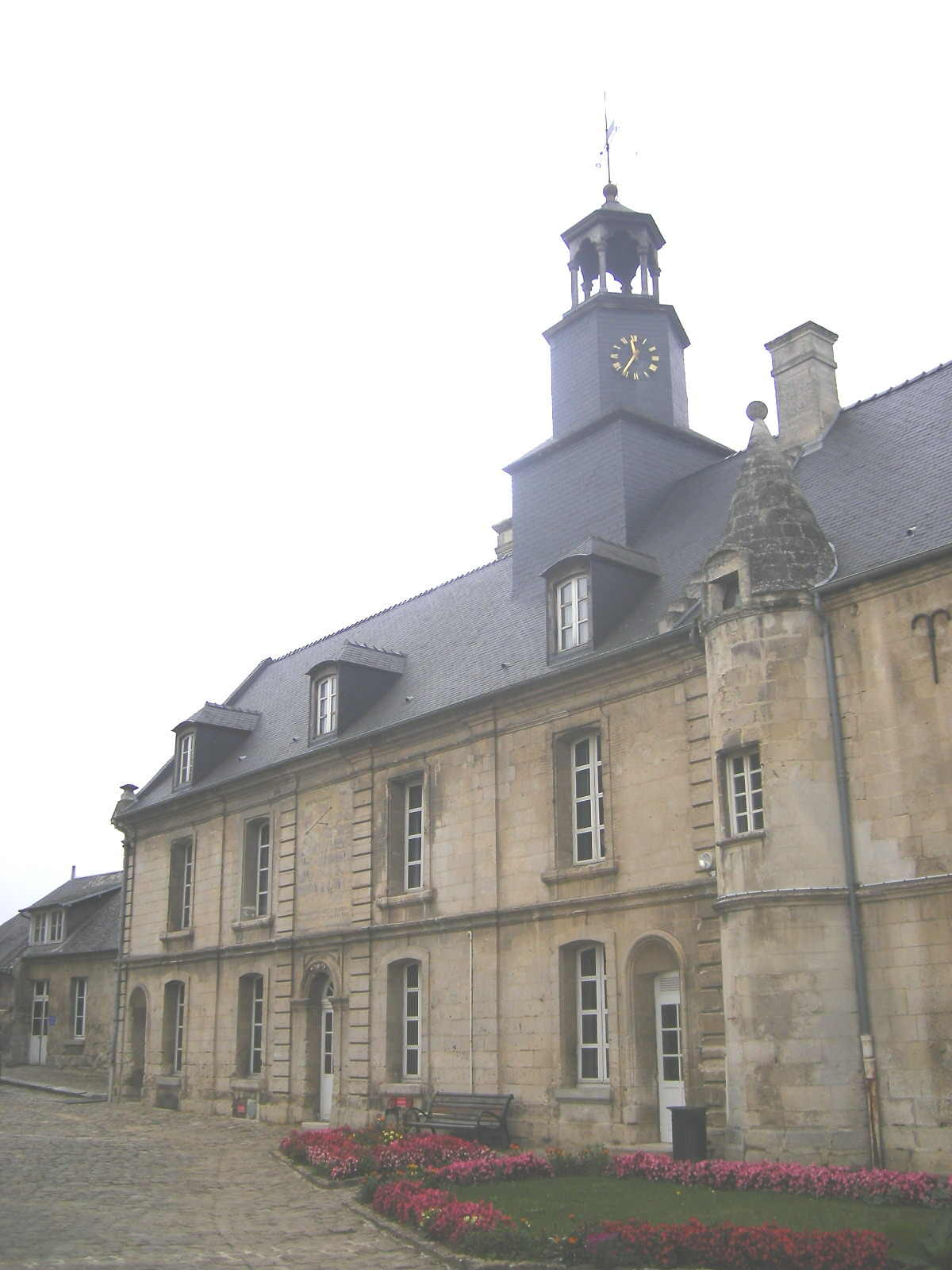
Hôtel de Fourcroy
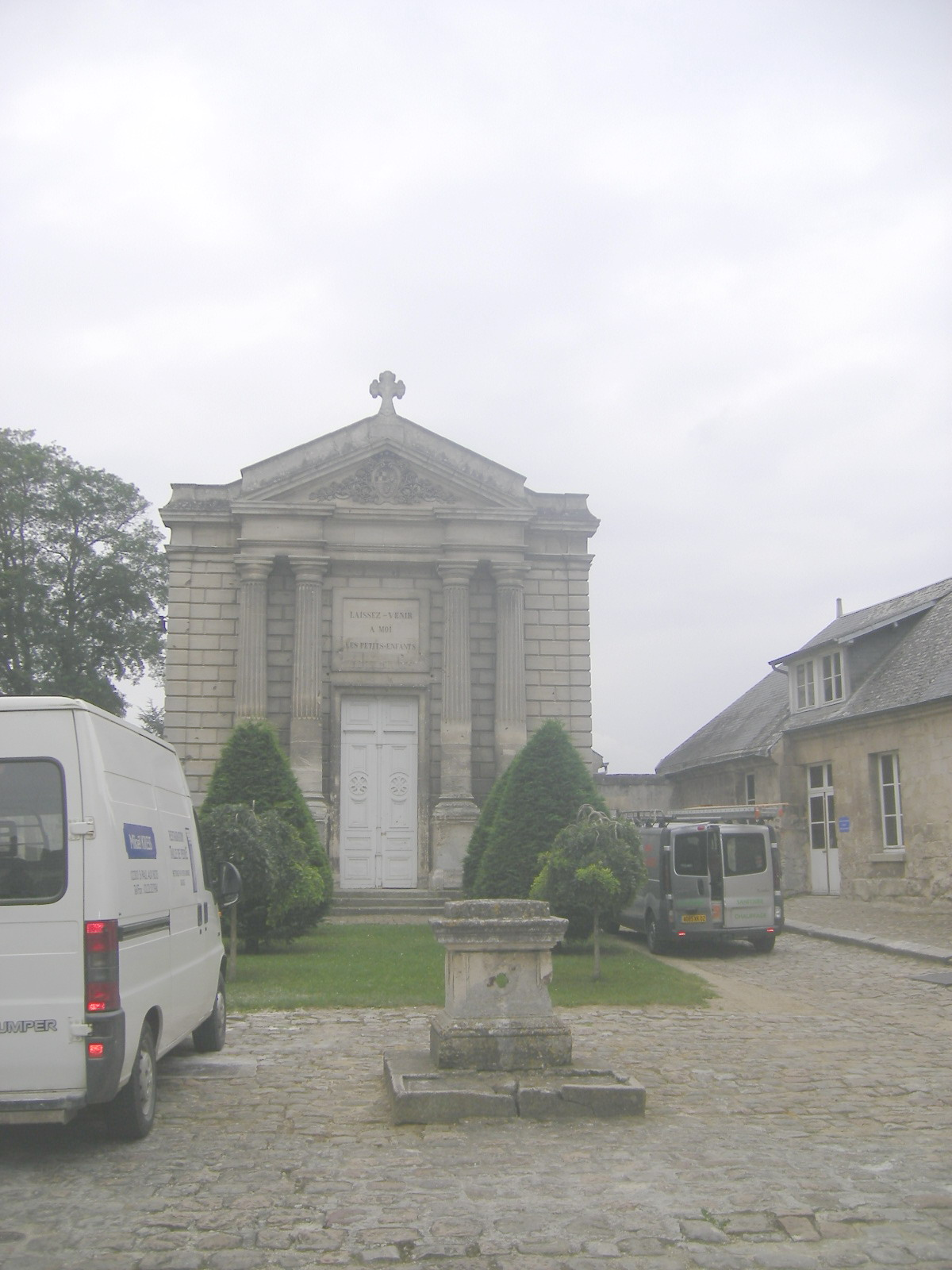
Hôtel de Fourcroy
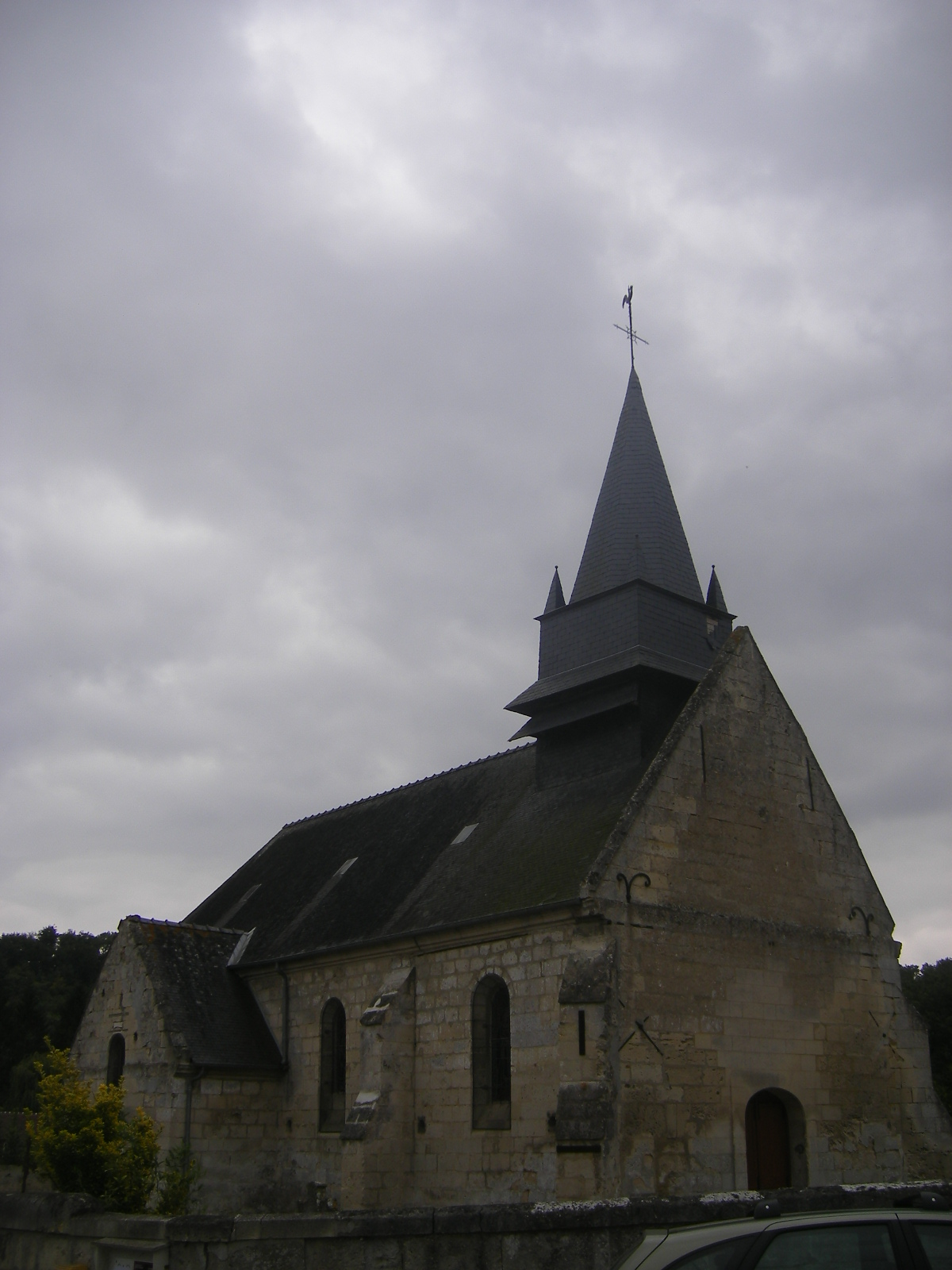
Blérancourdelle temploma
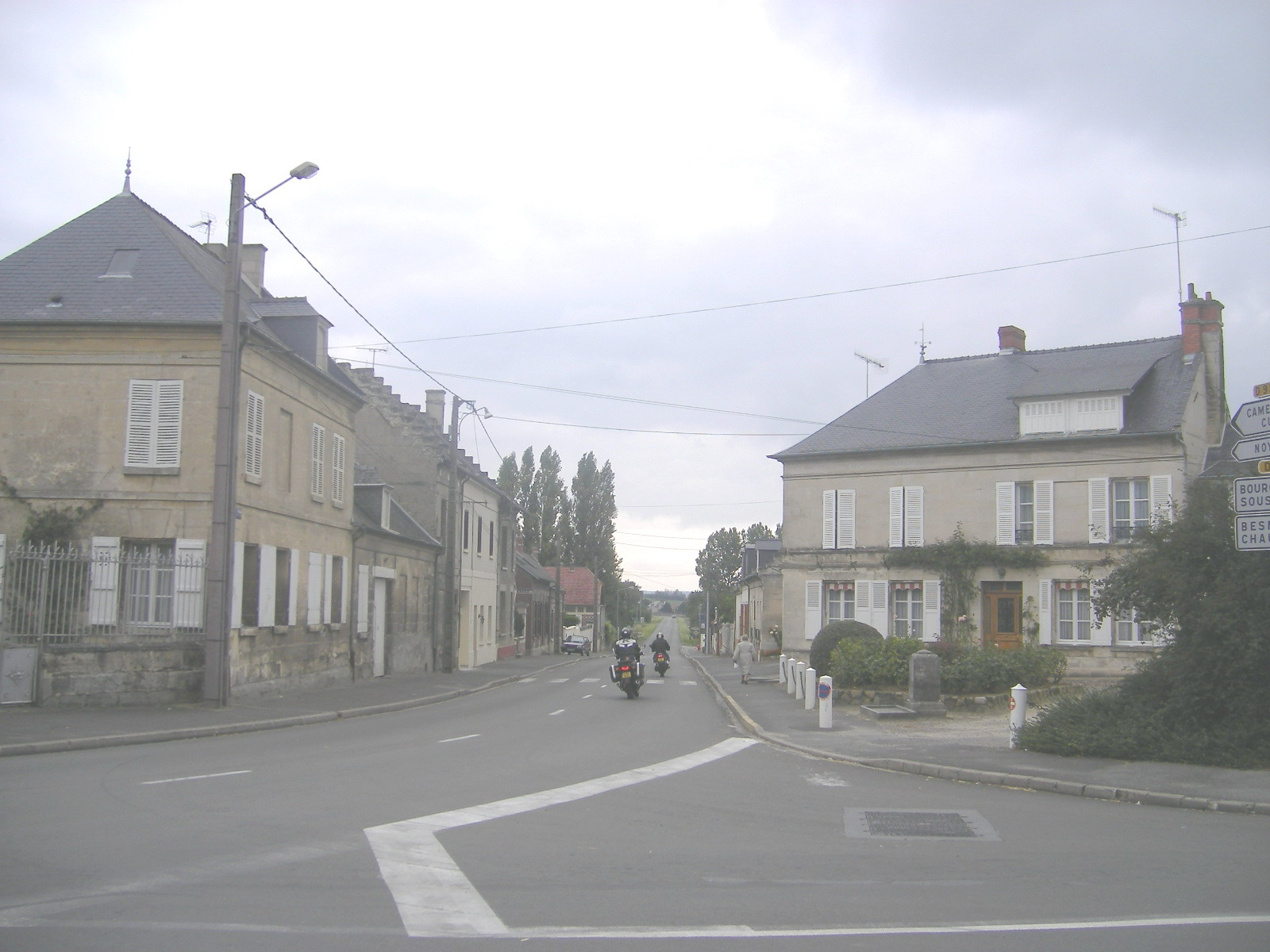
Blérancourt - a noyoni út